# Stenosternus costatus
Stenosternus costatus är en skalbaggsart som beskrevs av Karsch 1881. Stenosternus costatus ingår i släktet Stenosternus och familjen Orphnidae. Inga underarter finns listade i Catalogue of Life.